# Bletterans
Bletterans est une commune française située dans le département du Jura, dans la région culturelle et historique de Franche-Comté et la région administrative Bourgogne-Franche-Comté. 
Les habitants se nomment Bletteranois et Bletteranoises.

## Géographie
Bletterans est située aux portes de la Franche-Comté, au cœur de la Bresse Jurassienne, une région riche de nombreux étangs.

La Seille traverse la commune, où elle se divise en deux bras et forme une île et où se situe le cœur du village.

### Climat
Pour des articles plus généraux, voir Climat de la Bourgogne-Franche-Comté et Climat du département du Jura.
En 2010, le climat de la commune est de type climat des marges montargnardes, selon une étude du Centre national de la recherche scientifique s'appuyant sur une série de données couvrant la période 1971-2000. En 2020, Météo-France publie une typologie des climats de la France métropolitaine dans laquelle la commune est exposée à un climat semi-continental et est dans une zone de transition entre les régions climatiques « Bourgogne, vallée de la Saône » et « Jura ». 
Pour la période 1971-2000, la température annuelle moyenne est de 11 °C, avec une amplitude thermique annuelle de 17,5 °C. Le cumul annuel moyen de précipitations est de 1 081 mm, avec 12 jours de précipitations en janvier et 8,6 jours en juillet. Pour la période 1991-2020, la température moyenne annuelle observée sur la station météorologique de Météo-France la plus proche, « Lombard », sur la commune de Lombard à 6 km à vol d'oiseau, est de 12,1 °C et le cumul annuel moyen de précipitations est de 1 128,6 mm. 
La température maximale relevée sur cette station est de 39,5 °C, atteinte le 24 juillet 2019 ; la température minimale est de −16,5 °C, atteinte le 5 février 2012,,. 
Les paramètres climatiques de la commune ont été estimés pour le milieu du siècle (2041-2070) selon différents scénarios d'émission de gaz à effet de serre à partir des nouvelles projections climatiques de référence DRIAS-2020. Ils sont consultables sur un site dédié publié par Météo-France en novembre 2022.

## Urbanisme

### Typologie
Au 1er janvier 2024, Bletterans est catégorisée bourg rural, selon la nouvelle grille communale de densité à sept niveaux définie par l'Insee en 2022.
Elle est située hors unité urbaine. Par ailleurs la commune fait partie de l'aire d'attraction de Lons-le-Saunier, dont elle est une commune de la couronne,. Cette aire, qui regroupe 139 communes, est catégorisée dans les aires de 50 000 à moins de 200 000 habitants,.

### Occupation des sols
L'occupation des sols de la commune, telle qu'elle ressort de la base de données européenne d’occupation biophysique des sols Corine Land Cover (CLC), est marquée par l'importance des territoires agricoles (61 % en 2018), en diminution par rapport à 1990 (63,8 %). La répartition détaillée en 2018 est la suivante : 
terres arables (56,5 %), forêts (20,3 %), zones urbanisées (11,3 %), zones industrielles ou commerciales et réseaux de communication (7,4 %), zones agricoles hétérogènes (4,2 %), prairies (0,2 %). L'évolution de l’occupation des sols de la commune et de ses infrastructures peut être observée sur les différentes représentations cartographiques du territoire : la carte de Cassini (XVIIIe siècle), la carte d'état-major (1820-1866) et les cartes ou photos aériennes de l'IGN pour la période actuelle (1950 à aujourd'hui).

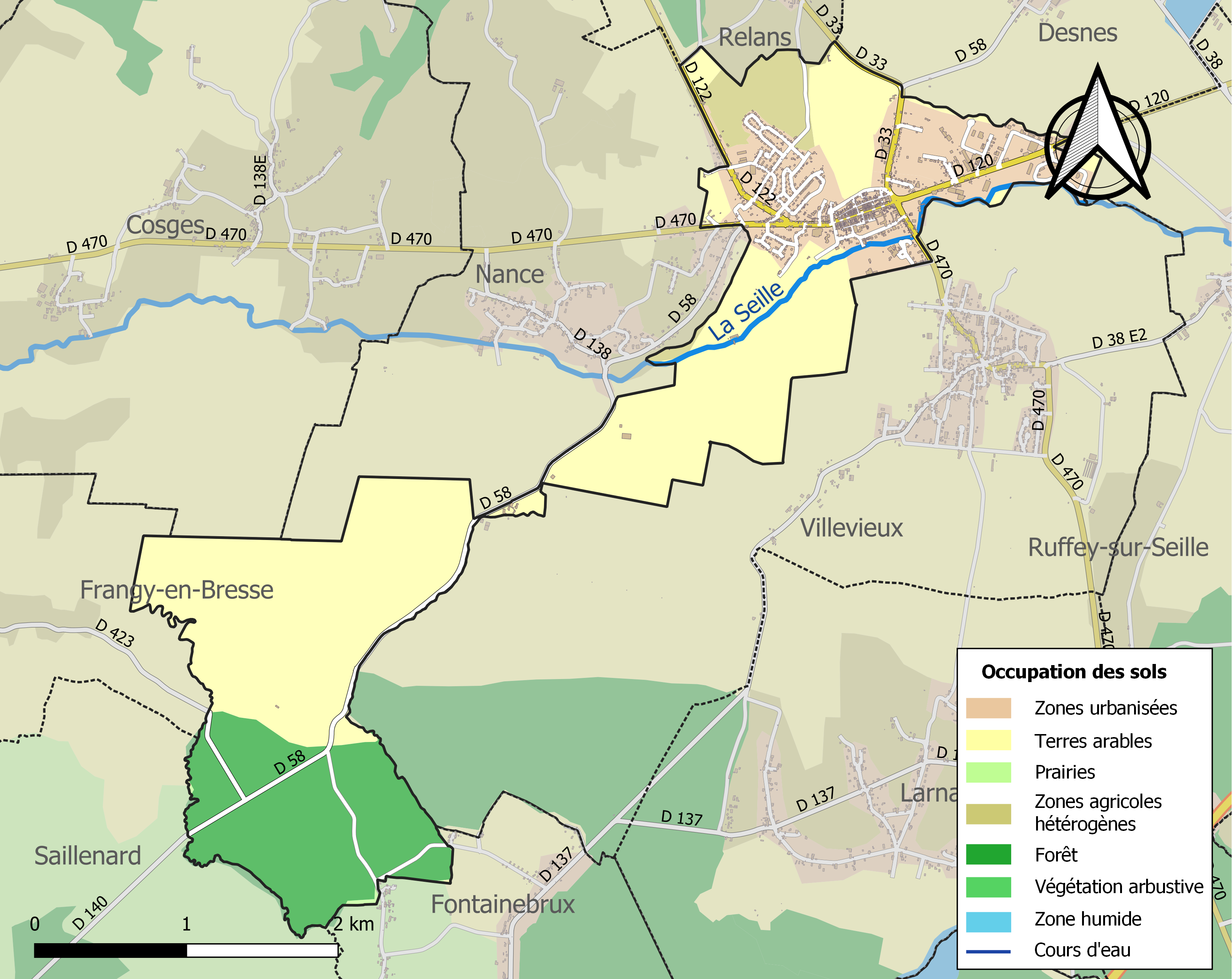
Carte des infrastructures et de l'occupation des sols de la commune en 2018 (CLC).

## Toponymie
Le nom de la localité est attesté sous la forme Bleterenco en 1150,, traduit en latin médiéval par [in] villa Bletterensi en 1175.
Il s'agit d'une formation toponymique médiévale de type germanique en -ing, suffixe qui désigne la parentèle, romanisé en -ingos,. 
Le premier élément Bletter- représente selon Théophile Perrenot, l’anthroponyme germanique Blîthahar qu’Albert Dauzat donne sous la forme Blithar, nom qui était aussi celui d'un chef burgonde, c'est le même anthroponyme que l'on rencontre dans Bleurville (Vosges, Blederici villa 1050, ou éventuellement Blitrich dans ce cas) et Blicourt (Oise, Blericurtis 1240). Ernest Nègre préfère le citer sous sa forme latinisée Blitharius, tel qu'il apparaît dans les documents rédigés en latin médiéval, par exemple dans le polyptyque d'Irminon.
Remarque : il est admis depuis le début du XXe siècle que la terminaison -ans (parfois et anciennement -ens) représente dans la plupart des cas, le suffixe germanique -ing (romanisé en -ingos), ce qui est confirmé dans le cas de Bletterans par les formes anciennes Bleterenco « chez les gens de Blithar(ius) », traduit en latin par (in) villa Bletterensi, avec le suffixe latin -ensis, signifiant « dans le domaine rural des gens de Blithar(ius) ».

## Histoire

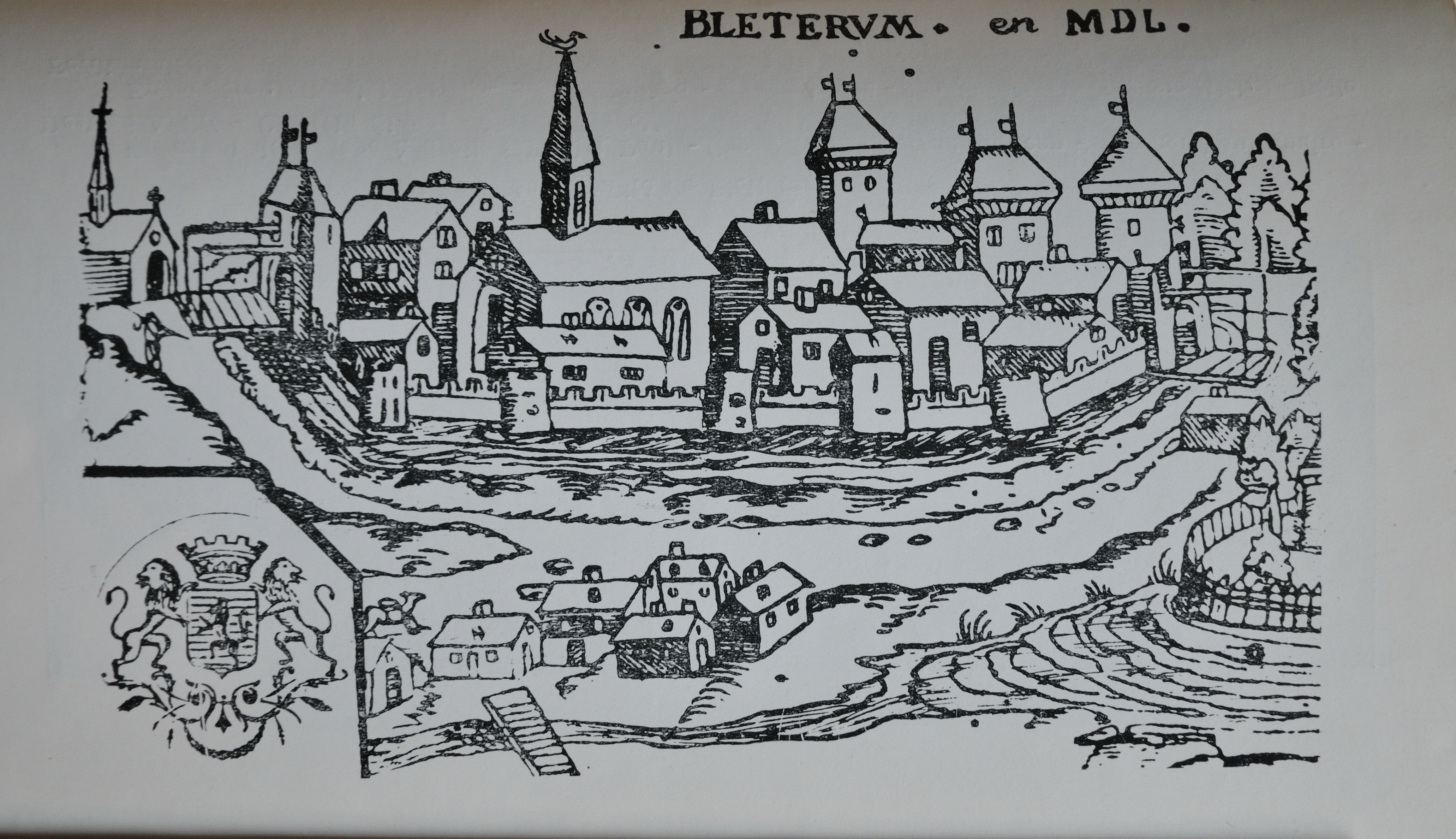
Bletterans vers 1550. Par Claude Luc

Bletterans, située dans la région des Gaules habitée par les Séquanes, est rattachée sous Jules César à la Séquanie, avec Besançon pour capitale.
La région, au gré des invasions, des traités et du jeu politique, va passer par de nombreux maîtres. Administrée par un comte Bourguignon, elle prit le nom de Comté, puis de Franche Comté par le comte de Renaud. En 1157, la Comté passa à Frédéric Barberousse, empereur d'Allemagne.
Bletterans a été bâtie entre les bras de la Seille, un château cité sous la forme castrum Bletterentis en latin médiéval, a servi de refuge contre les bandes de pillards.
Bien plus tard, Jean Ier de Chalon-Arlay, 1er seigneur d'Arlay, construisit en 1275, la cité fortifiée, qui devint place de guerre.
Elle revint au roi de France en 1295.
Charles VIII de France la céda à l'empereur du Saint-Empire et à son fils, Philippe le Beau. Celui-ci épousa en 1497, Jeanne infante d'Espagne, Bletterans devint territoire espagnol et ce jusqu'en 1674.
En 1593, les armées d'Henri IV firent des ravages dans la région, notamment à Arlay.
En août 1637, durant la guerre de Dix ans, Bletterans est prise, pillée et saccagée, par les troupes françaises de l'armée de Franche-Comté, dont fait partie le régiment de Montausier, commandé par Henri duc de Longueville. Les fortifications ne furent jamais relevées.
La cité devait connaître une grande pauvreté, jusqu'en 1789, très endettée. Il fallut attendre 1801 pour que les administrateurs apportent des améliorations notables.

## Politique et administration

### Tendances politiques et résultats

#### Élections présidentielles
La ville de Bletterans place en tête à l'issue du premier tour de l'élection présidentielle française de 2017, Marine Le Pen (RN) avec 26,02 % des suffrages. Mais lors du second tour, Emmanuel Macron (LaREM) est en tête avec 59,00 %.

#### Élections régionales
La ville de Bletterans place la liste "Notre Région Par Cœur" menée par Marie-Guite Dufay, présidente sortante (PS) en tête, dès le 1er tour des élections régionales de 2021 en Bourgogne-Franche-Comté, avec 31,25 % des suffrages. Lors du second tour, les habitants décideront de placer de nouveau la liste de "Notre Région Par Cœur" menée par Marie-Guite Dufay, présidente sortante (PS) en tête, avec cette fois-ci, près de 42,19 % des suffrages. Devant les autres listes menées par Gilles Platret (LR) en seconde position avec 25,25 %, Julien Odoul (RN), troisième avec 24,58 % et en dernière position celle de Denis Thuriot (LaREM) avec 7,97 %. Il est important de souligner une abstention record lors de cette élection qui n'ont pas épargné la ville de Bletterans avec lors du premier tour 70,27 % d'abstention et au second, 67,02 %.

#### Élections départementales
La ville de Bletterans faisant partie du Canton de Bletterans place le binôme de Philippe Antoine (LaREM) et Danielle Brulebois (LaREM), en tête, dès le 1er tour des Élections départementales de 2021 dans le Jura, avec 62,69 % des suffrages. Lors du second tour, les habitants décideront de placer de nouveau le binôme de Philippe Antoine (LaREM) et Danielle Brulebois (LaREM), en tête, avec cette fois-ci, près de 71,53 % des suffrages. Devant l'autre binôme menée par Josiane Hoellard (RN) et Michel Seuret (RN) qui obtient 28,47 %. Il est important de souligner une abstention record lors de cette élection qui n'ont pas épargné la ville de Bletterans avec lors du premier tour 70,48 % d'abstention et au second, 67,12 %.

### Liste des maires de Bletterans
| Période    | Période  | Identité           | Étiquette   | Qualité                                                         |
| ---------- | -------- | ------------------ | ----------- | --------------------------------------------------------------- |
| 1904       | 1919     | François Chevrot   | Républicain | Docteur en médecine à Bletterans Conseiller général (1898-1910) |
| 1919       | 1925     | M. Huguenin        |             |                                                                 |
| 1925       | 1932     | M. Roland          |             |                                                                 |
| 1932       | 1936     | Philibert Culas    |             |                                                                 |
| 1936       | 1939     | Arthur Renard      |             |                                                                 |
| 1939       | 1943     | Philibert Culas    |             |                                                                 |
| 1943       | 1945     | Jules Milloux      |             |                                                                 |
| 1945       | 1945     | Philibert Culas    |             |                                                                 |
| 1945       | 1953     | Roger Devaux       | SFIO        |                                                                 |
| 1953       | 1971     | Paul Vercher       |             | gendarme, résistant                                             |
| 1971       | 2001     | Jean Perraudin     |             | vétérinaire, conseiller général, conseiller régional            |
| mars 2001  | 2018     | François Perrodin  | DVD         | Médecin                                                         |
| avril 2018 | En cours | Stéphane Lamberger | DVD         |                                                                 |

## Démographie
L'évolution du nombre d'habitants est connue à travers les recensements de la population effectués dans la commune depuis 1793. Pour les communes de moins de 10 000 habitants, une enquête de recensement portant sur toute la population est réalisée tous les cinq ans, les populations de référence des années intermédiaires étant quant à elles estimées par interpolation ou extrapolation. Pour la commune, le premier recensement exhaustif entrant dans le cadre du nouveau dispositif a été réalisé en 2005.

En 2022, la commune comptait 1 530 habitants, en évolution de +6,25 % par rapport à 2016 (Jura : −0,81 %, France hors Mayotte : +2,11 %).
| 1793 | 1800 | 1806 | 1821  | 1831  | 1836  | 1841  | 1846  | 1851  |
| ---- | ---- | ---- | ----- | ----- | ----- | ----- | ----- | ----- |
| 675  | 681  | 848  | 1 100 | 1 185 | 1 231 | 1 230 | 1 220 | 1 292 |

| 1856  | 1861  | 1866  | 1872  | 1876  | 1881  | 1886  | 1891  | 1896  |
| ----- | ----- | ----- | ----- | ----- | ----- | ----- | ----- | ----- |
| 1 176 | 1 163 | 1 219 | 1 191 | 1 308 | 1 304 | 1 184 | 1 114 | 1 102 |

| 1901  | 1906  | 1911  | 1921 | 1926 | 1931 | 1936  | 1946  | 1954  |
| ----- | ----- | ----- | ---- | ---- | ---- | ----- | ----- | ----- |
| 1 132 | 1 116 | 1 072 | 955  | 978  | 998  | 1 027 | 1 009 | 1 005 |

| 1962  | 1968  | 1975  | 1982  | 1990  | 1999  | 2005  | 2006  | 2010  |
| ----- | ----- | ----- | ----- | ----- | ----- | ----- | ----- | ----- |
| 1 034 | 1 085 | 1 165 | 1 350 | 1 423 | 1 359 | 1 413 | 1 400 | 1 394 |

| 2015  | 2020  | 2022  | - | - | - | - | - | - |
| ----- | ----- | ----- | - | - | - | - | - | - |
| 1 436 | 1 527 | 1 530 | - | - | - | - | - | - |

## Lieux et monuments
- Église de la Conversion-de-Saint-Paul (XVIIe-XVIIIe-XIXe s.), Rue Notre-Dame, inscrite à l'IGPC depuis 1986[27], orgue de chœur construit par les facteurs Daublaine-Callinet, classé monuments historiques[28],[29] ;
- Chapelle du couvent ;
- École (XIXe s.), Rue des Granges, inscrite à l'IGPC depuis 1986[30] ;
- Maisons (XVIIIe-XIXe s.) de la Rue des Granges, inscrites à l'IGPC depuis 1986[31],[32],[33] ;
- Maisons (XVIIIe-XIXe s.), inscrites à l'IGPC depuis 1986[34] ;
- Couvent des Ursulines (XIXe s.), Rue Louis le Grand, inscrit à l'IGPC depuis 1986[35] ;
- Maison (XVIIIe-XIXe s.), Rue Louis le Grand, inscrite à l'IGPC depuis 1986[36] ;
- Mairie (XIXe s.), Place de la Mairie, inscrite à l'IGPC depuis 1986[37] ;
- Moulin (XVIIIe-XIXe s.), lieu-dit « Au moulin Rondeau », inscrit à l'IGPC depuis 1986[38] ;
- Moulin (XIXe s.), lieu-dit « La Foule », inscrit à l'IGPC depuis 1986[39] ;
- Traces des fortifications (du XIIIe au XVIIe s.), inscrites à l'IGPC depuis 1986[40].

Durant la Seconde Guerre mondiale, la région a revêtu une importance stratégique capitale pour la circulation des personnalités de la Résistance. En effet, plusieurs terrains d'atterrissage ou de parachutage, DZ (Courlaoux, Courgette, Orion) étaient implantés sur les plateaux environnants.
Ces terrains ont en particulier permis les opérations suivantes :
- 17 novembre 1942, départ pour Londres d'Henri Frenay et d'Emmanuel d'Astier de la Vigerie ;
- 14 septembre 1943, arrivée en métropole des cinq premiers  Délégués militaires régionaux ;
- 8 février 1944, évacuation de Raymond Aubrac, Lucie Aubrac et leur fils.

## Personnalités liées à la commune
- La famille Jouffroy remonte au chevalier Jean Jouffroy, seigneur de Bletterans qui teste en 1347, selon Moreri, et son Grand Dictionnaire historique, ou mélange curieux de l'histoire sacrée et profane. Le chef de la branche d’Abbans fait une demande et présente ses preuves en 1782 pour les honneurs de la Cour[43].
- Philippe-Francois de Bussolin (1605-1637) Colonel de l'armée comtoise pendant la guerre de Dix ans, mort à Bletterans.
- Antoine Duprel d'Arloz (1609-1665) militaire, gouverneur de Bletterans.
- Alphonse Rousset (1812-1868), historien de la Franche-Comté.
- Narcisse Théophile Patouillard (1854-1926), mycologue, membre fondateur et Président de la Société mycologique de France.
- François Marie Edmond Chevrot (1858-1944), ancien maire de Bletterans, fut un spéléologue remarquable pour ses activités d'exploration des cavités jurassiennes, à la fin du XIXe siècle.

## Jumelages
Bletterans est jumelé avec  Thuin (Belgique).

## Héraldique
| Blason de Bletterans | Blason  | D'azur au lion couronné d'or.                    |
| Blason de Bletterans | Détails | Le statut officiel du blason reste à déterminer. |